# Ch’ŏllima (Magazin)
Ch’ŏllima (천리마) ist ein in Nordkorea monatlich erscheinendes Magazin mit der Hauptthematik Bildung. Es erschien erstmals im Januar 1959 im Rahmen der Ch’ŏllima-Bewegung und ist nach dem Wesen Ch’ŏllima aus der koreanischen Mythologie benannt. Herausgeber ist der staatliche Kunst- und Literaturverlag in Pjöngjang. Im Gegensatz zu vielen anderen Zeitschriften des Landes ist es an die allgemeine Bevölkerung gerichtet.
Eine Ausgabe umfasst meistens zirka 90 Seiten.